# Конозов, Альберт Вячеславович
Альберт Вячеславович Конозов (род. 4 июня 1991) — российский хоккеист, нападающий.

## Биография
Воспитанник петербургского СКА. В сезоне 2008/09 дебютировал в первой лиге за СКА-2. Затем играл в МХЛ за «СКА-1946» и в ВХЛ за ХК ВМФ / «ВМФ-Карелию». Сезон 2014/15 начал в команде ВХЛ «СКА-Карелия». В декабре был обменян СКА в подольский «Витязь» на Ивана Верещагина. 12 и 14 декабря провёл свои единственные матчи в КХЛ — в гостях против «Северстали» (4:2) и «Торпедо» (1:5). Завершил сезон в ТХК Тверь, после чего стал играть за команду «СКА-Нева». В декабре 2020 года сыграл 500-й матч в ВХЛ, в ноябре 2022 — 600-й.
Был кандидатом в молодёжную сборную России перед чемпионатом мира 2011.